# Plaza Monumental de Playas de Tijuana
La Plaza de Toros Monumental de Playas de Tijuana también llamada Plaza Monumental Playas de Tijuana es una plaza de toros situada en la delegación de Playas de Tijuana de Tijuana, en el estado de Baja California en México.

## Descripción

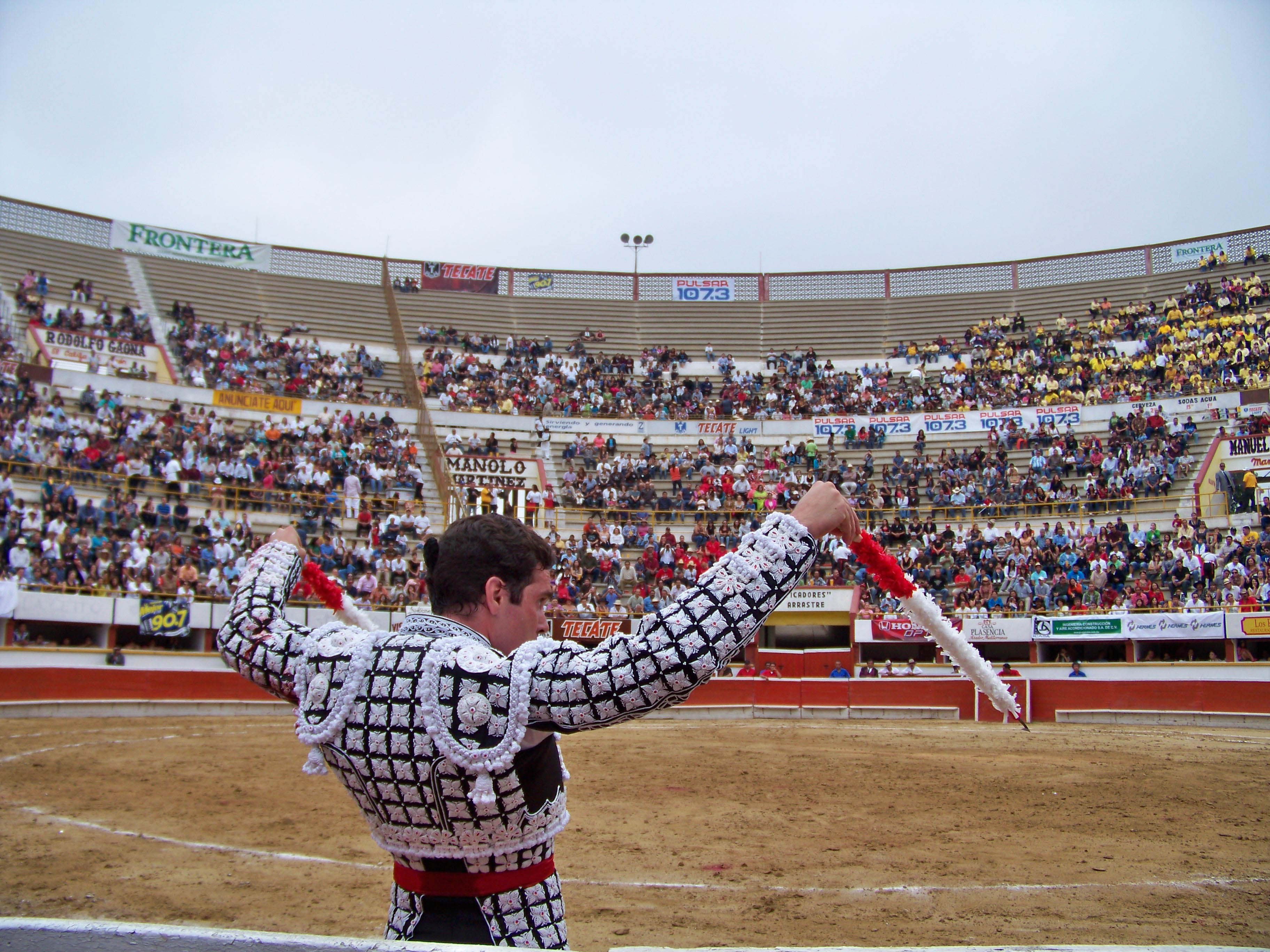
Gradas y ruedo. Alejando Amaya en una corrida de octubre 2010.

Se trata de la cuarta plaza de toros por capacidad del mundo, únicamente por detrás de la Monumental de México, la Monumental de Valencia y Las Ventas de Madrid. Se encuentra junto a la frontera entre México y EE.UU. con un aparcamiento para 300 vehículos. Edificada en estilo brutalista con refuerzos antisísmicos considerados innovadores en su época, con un aforo de 22.000 personas. Además de para corridas de toros es empleada para espectáculos musicales y eventos deportivos como el boxeo.

## Historia
Mandada construir por el empresario taurino Mayor M.V.Z. Salvador López Hurtado, propietario también de la plaza de toros Monumental de Juárez. Inaugurada el 26 de junio de 1960 con corrida inaugural por parte los toreros de Alfonso Ramirez "El Calesero", creador de la caleserina, y Rafael Rodríguez "El Volcán de Aguascalientes". La inauguración fue apadrinada por Rodolfo Gaona, cuya estatua se encuentra en el acceso a las taquillas. El 24 de octubre de 1966 hubo lleno absoluto para la corrida que era la sexta corrida en Tijuana de El Cordobés, acompañando Mauro Liceaga Guevara y Manolo Espinosa "Armillita", con toros de la ganadería Pasteje. Desde finales de los años 80 pasó a ser explotada por Espectáculos Taurinos de México, S.A. (ETMSA) de Alberto Bailleres. En 2007 se convirtió en la única plaza de toros de Tijuana tras la demolición de la plaza de toros El Toreo de Tijuana, inaugurada en 1938. 
Entre las últimas puertas grandes señalar Joselito Adame (31 de agosto de 2014), Roca Rey (22 de noviembre de 2015), Alfredo Ríos "El Conde" y Diego Silveti (6 de diciembre de 2021) o El Juli (25 de abril de 2022). También apuntar la corrida de enero de 2015 en homenaje a Valeriano Salceda "Giraldes", crítico taurino presentador del programa de radio Sol y Sombra, con Alejandro Amaya, Sebastián Castella y El Payo con toros de Los Encinos en la que Castella indultó a Gasetillero y Amaya sufrió una grave cogida.